# Roberto Musacchio
Roberto Musacchio (* 3. September 1956 in Miami/USA) ist ein italienischer Politiker der Partito della Rifondazione Comunista (PRC).

## Leben und Politik
Roberto Musacchio wurde in der Studienzeit durch die Studentenproteste der 60er und 70er Jahre politisiert. Schon früh engagierte er sich in linken Parteien (PdUP per il Comunismo, PCI) und nach der Spaltung der Kommunistischen Partei 1991 beim Aufbau der Rifondazione Comunista. 
Für die PRC im Wahlkreis Nordostitalien gehörte er während der 6. Wahlperiode (2004–09) dem Europäischen Parlament an. In dieser Zeit war er Teil der Konföderalen Fraktion der Vereinten Europäischen Linken/Nordische Grüne Linke (GUE/NGL). Er war Vorstandsmitglied dieser Fraktion und vom 22. Mai 2007 bis zum 4. Februar 2009 stellvertretender Vorsitzender im Nichtständigen Ausschuss zum Klimawandel. Zudem war er als einfaches Mitglied im Ausschuss für Umweltfragen, Volksgesundheit und Lebensmittelsicherheit sowie in der Delegation für die Beziehungen zu den Ländern Südosteuropas. 
2009 trat er aus der PRC aus und schloss sich dem Movimento per la Sinistra (MpS) von Nichi Vendola an. Zur Europawahl 2009 trat Musacchio für die Liste Sinistra e Libertà (SeL) an, wurde aber nicht wiedergewählt. Aus SeL ging die Partei Sinistra Ecologia Libertà (SEL) hervor, der er in der Folgezeit angehörte.
Musacchio ist mit Patrizia Sentinelli verheiratet, die ebenfalls Politikerin ist und 2006–08 Vizeministerin für Auswärtiges im Kabinett Prodi II war.